# SteamWorld Quest: Hand of Gilgamech
SteamWorld Quest: Hand of Gilgamech (parfois écrit SteamWorld Quest) est un jeu vidéo de rôle au tour par tour et de deck-building qui fait partie de la série SteamWorld, il a été développé par Image & Form et édité par Thunderful Publishing. Le jeu est sorti sur Nintendo Switch le 25 avril 2019, sur PC le 31 mai 2019 et sur Stadia le 3 mars 2020.

## Trame
SteamWorld Quest est présenté comme un conte de fées raconté dans l'univers de science-fiction de SteamWorld Heist et n'est pas directement lié à l'histoire des jeux précédents, ce dernier suit Armilly et Copernica, deux amies qui se sont lancés dans un voyage plus vaste qu'il ne parait.

## Système de jeu
SteamWorld Quest est un jeu vidéo à défilement horizontal et est séparé en petites zones explorables que le joueur peut piller pour trouver des trésors. Le joueur peut rencontrer des ennemis et s'engager dans une bataille. Les attaques sont effectuées en utilisant des cartes perforées. À chaque tour passé, le joueur reçoit un Point de Pression, qui permet d'utiliser des cartes les plus puissantes. Le joueur doit construire son propre deck d'attaques en utilisant des cartes spécifiques au personnage.